# Municipio de Olivet
El municipio de Olivet (en inglés: Olivet Township) es un municipio ubicado en el condado de Osage en el estado estadounidense de Kansas. En el año 2010 tenía una población de 232 habitantes y una densidad poblacional de 1,45 personas por km².

## Geografía
El municipio de Olivet se encuentra ubicado en las coordenadas 38°30′56″N 95°43′53″O / 38.51556, -95.73139. Según la Oficina del Censo de los Estados Unidos, el municipio tiene una superficie total de 159.98 km², de la cual 144,23 km² corresponden a tierra firme y (9,85 %) 15,75 km² es agua.

## Demografía
Según el censo de 2010, había 232 personas residiendo en el municipio de Olivet. La densidad de población era de 1,45 hab./km². De los 232 habitantes, el municipio de Olivet estaba compuesto por el 95,26 % blancos, el 0,43 % eran amerindios, el 1,29 % eran asiáticos y el 3,02 % eran de una mezcla de razas. Del total de la población el 1,72 % eran hispanos o latinos de cualquier raza.